# KDE Display Manager
En computación, KDM (KDE Display Manager) es una interfaz gráfica de acceso para computadores que utilizan sistemas operativos tipo Unix. Es el reemplazo del entorno de escritorio KDE para XDM, el gestor predeterminado de X Window System. KDM permite a los usuarios escoger su tipo de sesión. Al igual que KDE, utiliza el set de herramientas Qt y puede ser configurado desde el Centro de Control de KDE. También permite utilizar temas y fotos de los usuarios. Las versiones más recientes permiten al usuario instalar temas completos al igual que el administrador de acceso GDM.
Por lo general, una pantalla de acceso de KDM tiene una lista de usuarios a la izquierda, con su nombre de usuario, su "nombre real" y opcionalmente puede tener una pequeña imagen o foto que puede ser elegida por el usuario o el administrador. Estos elementos pueden ser personalizados utilizando el Centro de Control de KDE. Los usuarios también pueden reemplazar su imagen con un reloj análogo. Bajo la imagen o reloj están los cuadros que permiten ingresar el nombre de usuario y la contraseña. En algunos sistemas, los usuarios encontrarán un selector de sesión bajo el cuadro de la contraseña donde podrán seleccionar el tipo de sesión que desean iniciar, por ejemplo KDE, GNOME, xfce o una consola del sistema. En la parte inferior, hay una serie de botones que permiten ejecutar algunos comandos como apagar o reiniciar el equipo, reiniciar el servidor X o iniciar una herramienta para administrar usuarios. 
KDM, al igual que GDM, tiene una característica de autoconexión; los usuarios que han utilizado sistemas operativos como Windows y MacOS X solicitan esta característica algunas veces, la cual puede resultar insegura dependiendo de quien la utilice. Sin embargo, para activar dicha funcionalidad es necesario acceder como superusuario ("root").